# Barry Unsworth
Barry Unsworth (Wingate, 10 agosto 1930 – Perugia, 5 giugno 2012) è stato uno scrittore inglese conosciuto per i suoi romanzi storici. Ha pubblicato 17 romanzi ed è stato finalista per tre volte al Booker Prize, vincendolo nel 1992 con Sacred Hunger, generalmente considerato il suo capolavoro.
Unsworth è morto a 81 anni di cancro ai polmoni A Perugia, in Italia, lo stesso giorno di Ray Bradbury. Un articolo sul Wall Street Journal ha descritto la coincidenza così: "Bradbury ha inventato il futuro; Unsworth ha inventato il passato."

## Opere
- The Partnership (1966)
- The Greeks Have a Word For It (1967)
- The Hide (1970)
- Mooncranker's Gift (1973)
- The Big Day (1976)
- L'isola di Pascali (Pascali's Island, 1980), pubblicato negli Stati Uniti col titolo The Idol Hunter
- The Rage of the Vulture (1982)
- Stone Virgin (1985)
- Sugar and Rum (1988)
- Sacred Hunger (1992), vincitore del Booker Prize
- Lo spettacolo della vita (Morality Play, 1995), vincitore del Martin Beck Award nel 1997[2]
- After Hannibal (1996)
- Losing Nelson (1999)
- The Songs of the Kings (2002)
- La donna del rubino (The Ruby in her Navel, 2006)
- Land of Marvels (2009)
- The Quality of Mercy (2011)